# Hyophila angustifolia
Hyophila angustifolia är en bladmossart som beskrevs av Jean Édouard Gabriel Narcisse Paris och Ferdinand François Gabriel Renauld 1902. Hyophila angustifolia ingår i släktet Hyophila och familjen Pottiaceae. Inga underarter finns listade i Catalogue of Life.